# Ceryx melanora
Ceryx melanora là một loài bướm đêm thuộc phân họ Arctiinae, họ Erebidae.